# Wuyi
Wuyi (in cinese semplificato: 武义县, in cinese tradizionale: 武義縣, in pinyin Wǔyì Xiàn) è una contea della Cina situata nella provincia dello Zhejiang, nella prefettura di Jinhua.